# Karl Albin Becker
Karl Albin Becker (* 19. November 1894 in Hannover; † 1. Dezember 1942 in Berlin-Plötzensee) war ein deutscher KPD-Funktionär. Nach einer wechselvollen Parteikarriere ging er 1934 ins Exil und wurde nach der Auslieferung an das nationalsozialistische Deutschland 1942 hingerichtet.

## Leben
Beckers Familie stammte aus dem sozialistischen Milieu. Auch seine Geschwister Ernst und Lina Becker waren später in der kommunistischen Bewegung aktiv. Er lernte den Beruf des Schriftsetzers. 1909 wurde er Mitglied der sozialistischen Jugendorganisation und 1912 trat er der SPD bei.
Während des Ersten Weltkrieges gehörte Becker zunächst in Dresden und später in Bremen zu den führenden Persönlichkeiten der Bremer Linksradikalen. Im Jahr 1917 wurde wegen Verbreitung antimilitaristischer Schriften unter der Jugend inhaftiert und kam erst durch die Novemberrevolution wieder frei.
In Dresden wurde er Mitglied des Arbeiter- und Soldatenrates. Als Vertreter der Internationalen Kommunisten Deutschlands war Becker Delegierter des Gründungskongresses der KPD. Im Jahr 1919 war er führender KPD-Funktionär. In der Bremer Räterepublik war er Mitglied im Exekutivausschuss („Bremer 21er Ausschuss“).
Bei den innerparteilichen Auseinandersetzungen 1919 gehörte er zunächst der linken Opposition an und unterstützte die syndikalistische Allgemeine Arbeiterunion. Bereits ein Jahr später kehrte Becker zur KPD zurück und wurde 1921 führender Funktionär der Partei in Hamburg. Dort war er unter anderem Chefredakteur der Hamburger Volkszeitung.
1923 wurde Becker als eines der jüngsten Mitglieder in das Zentralkomitee gewählt und in das Politbüro berufen. Nach dem Verbot der Partei als Folge des Hamburger Aufstandes und des Deutschen Oktobers im selben Jahr musste er untertauchen und wurde steckbrieflich gesucht. Anschließend war er kurze Zeit wieder bei der Hamburger Volkszeitung tätig.
In den parteiinternen Auseinandersetzungen gehörte er in der folgenden Zeit zu den Anhängern der „Rechten“ um Heinrich Brandler, August Thalheimer und Jacob Walcher. Nach einem Aufenthalt in Moskau schloss sich Becker 1925 an die Richtung um Ernst Meyer an. In der Folge nahm er wieder wichtige Funktionen in der Partei ein. So war er in der Gewerkschaftsabteilung des ZK tätig und gab als Chefredakteur die kommunistische Gewerkschaftszeitung „Kampf“ heraus.
1928 wurde er in den preußischen Landtag gewählt. In den innerparteilichen Auseinandersetzungen gehörte er als Wortführer zu den „Versöhnlern“. Mit deren Niederlage wurde er 1928/29 aus allen einflussreichen Parteiämtern verdrängt und nicht mehr ins ZK gewählt.
In der Folge betätigte sich Becker vor allem in kommunistischen Nebenorganisationen wie der Roten Hilfe und dem Kampfbund gegen den Faschismus. Zwischen 1931 und 1933 war er Landessekretär des Bundes der Freunde der Sowjetunion.
Ab Februar 1933 lebte Becker zunächst in der Illegalität und ging 1934 ins Exil nach Prag, später nach Amsterdam und schließlich nach Paris. Dort arbeitete er für die Exil-KPD. Im Weltkomitee der Freunde der Sowjetunion spielte er ab 1937 eine führende Rolle. Im Juni 1941 wurde er zusammen mit seiner Partnerin Elsa Arnold in Paris von der Gestapo verhaftet.
Am 4. September 1942 wurde Becker vom Volksgerichtshof wegen Vorbereitung zum Hochverrat zum Tode verurteilt. und am 1. Dezember 1942 im Strafgefängnis Plötzensee hingerichtet.